# デジタル庁
デジタル庁（でじたるちょう、英: Digital Agency）は、日本の行政機関のひとつ。デジタル社会の形成に関する内閣の事務を内閣官房と共に助け、その行政事務の迅速かつ重点的な遂行を図ることを目的として内閣に置かれる。2021年（令和3年）9月1日に発足した。
復興庁と同様に国家行政組織法の適用が除外されており、必要な事項はデジタル庁設置法に規定されている。
デジタル社会形成の司令塔として、未来志向のDX（デジタル・トランスフォーメーション）を大胆に推進し、デジタル時代の官民のインフラを一気呵成に作り上げることを目指す。ミッションは、“誰一人取り残されない、人に優しいデジタル化を。”。

## 沿革

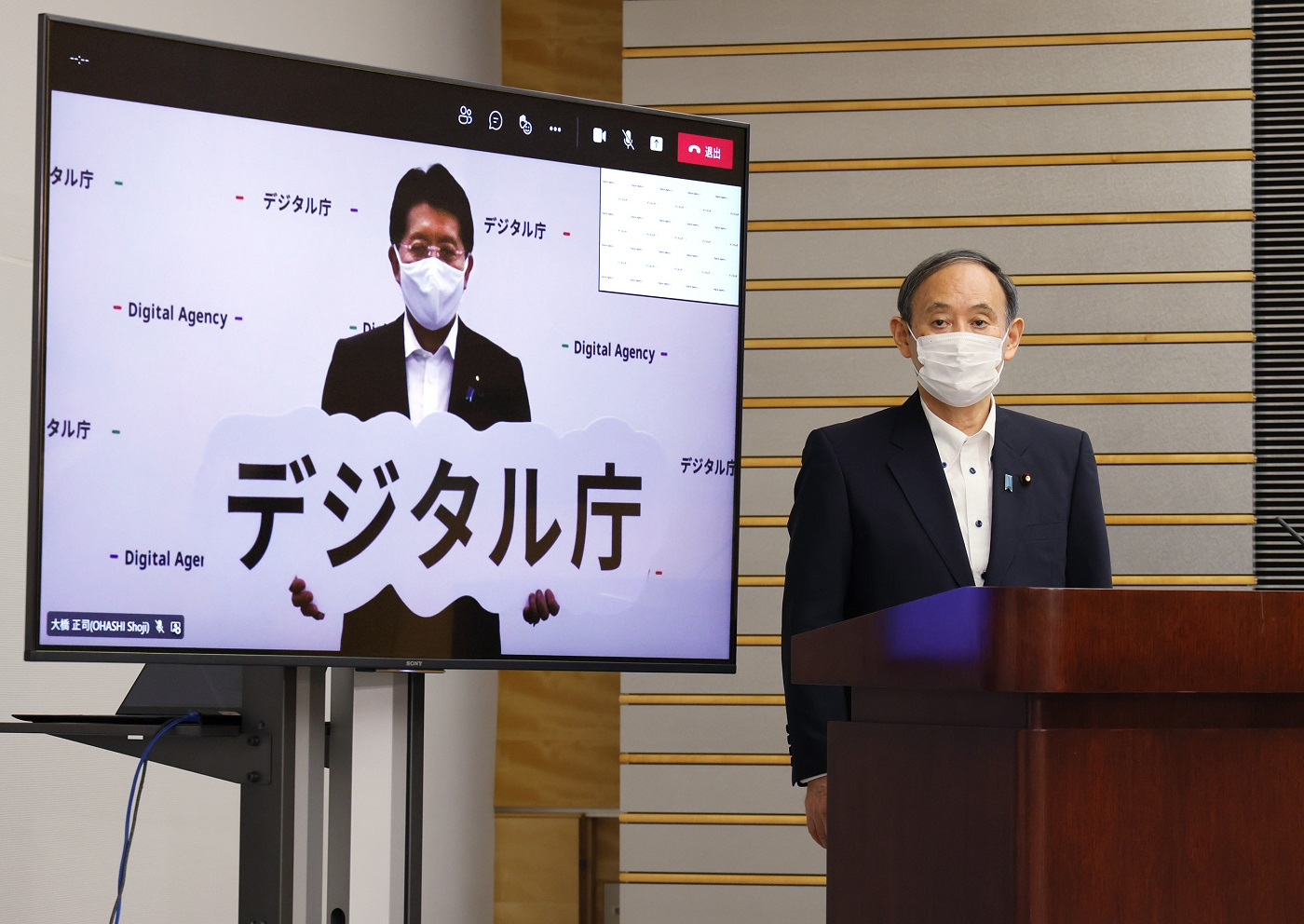
2021年9月1日に行われたデジタル庁発足式に官邸からリモート出席した菅義偉首相（モニター画面内は発足の挨拶を行う平井卓也初代デジタル大臣）

2020年（令和2年）9月16日に発足した菅義偉内閣は、国全体のデジタル化を看板政策に掲げてこの動きを加速させた。さまざまな協議を経た末に、同年11月26日にはデジタル化の司令塔となるデジタル庁を2021年（令和3年）9月1日に発足させる基本方針が定まった。検討開始から設置までの期間は国家組織として異例の速さであり、デジタル改革担当大臣として設置へむけての陣頭指揮を執っていた平井卓也でさえも「通常ではありえないスピード」と驚くほどだった。
2021年5月12日には、デジタル庁関連6法案が成立した。
また、マイナンバーの所管は総務省や内閣府からデジタル庁の一元的な体制に移行し、「令和4年（2022年）度末にはほぼ全国民にマイナンバーカードが行き渡ることを目指す」としている。
2023年10月から今後の持続的な社会形成を検討する「デジタル行財政改革会議」にてデジタル基盤の整備に関わる一構成員として参画。

## 機能および位置づけ

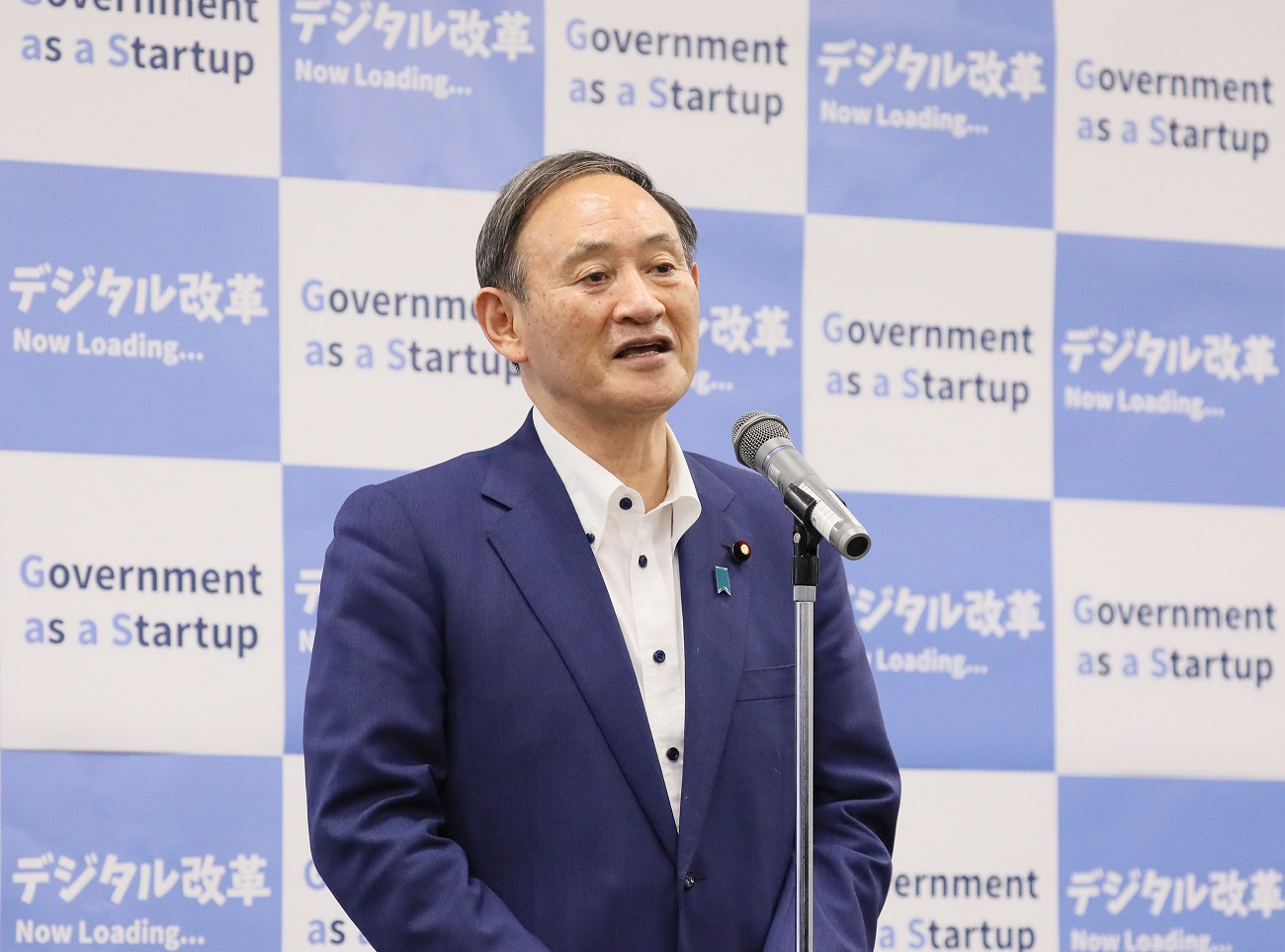
内閣官房デジタル改革関連法案準備室の職員に訓示する内閣総理大臣・菅義偉。バックボードに「Government as a Startup」のロゴが見える（2020年9月30日、東京虎ノ門グローバルスクエアにて）

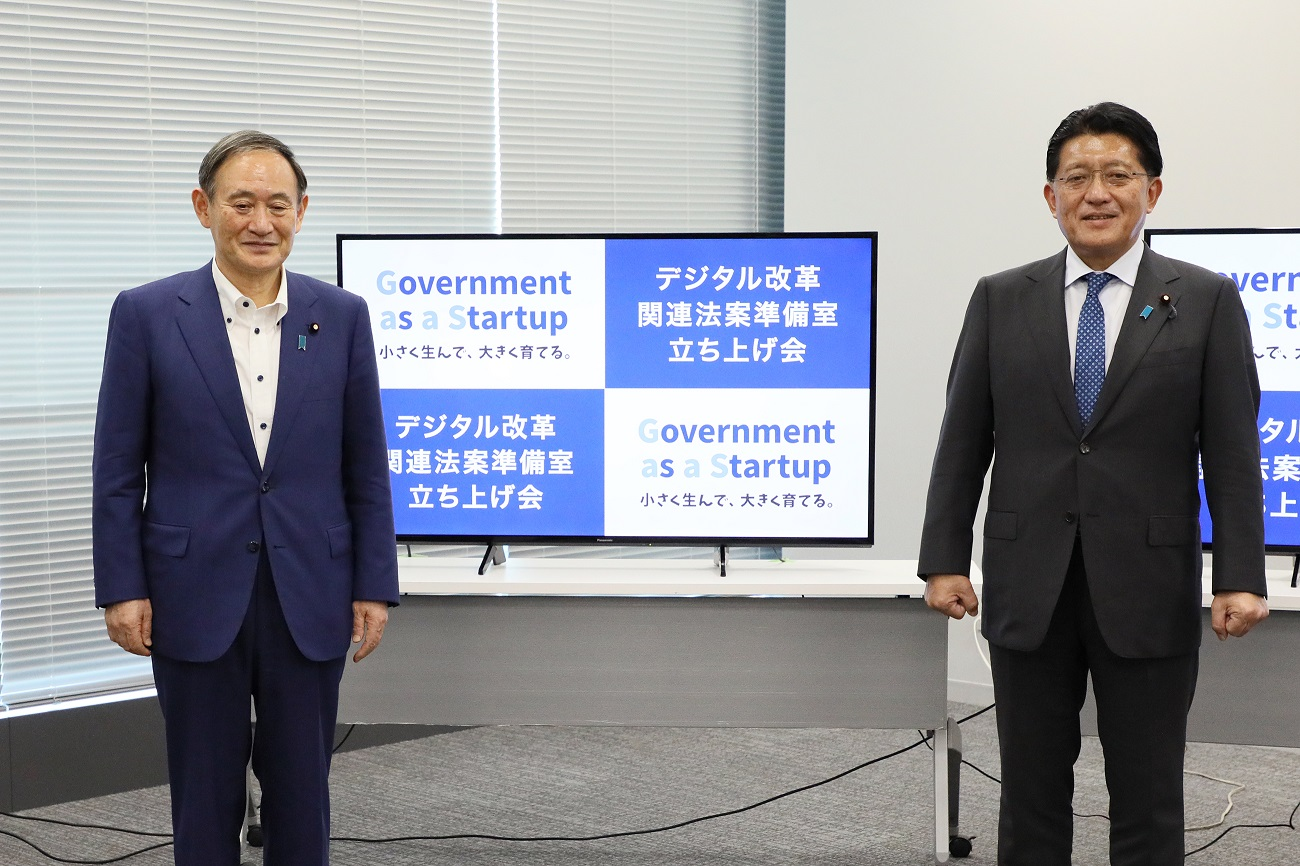
内閣官房デジタル改革関連法案準備室立ち上げ会に出席した内閣総理大臣・菅義偉（左）とデジタル改革担当大臣・平井卓也（右）（2020年9月30日、東京虎ノ門グローバルスクエアにて）

かつて栄華を誇った日本のエレクトロニクス産業はアナログからデジタルへの移行にかけて急激に衰退し、「デジタル敗戦」と呼ばれるような状況に陥った。さらに2020年に新型コロナウイルス感染症が国内で流行を開始すると、行政のインターネット対応の不備が表面化したことから、不信感が広まった。これまでの政府におけるデジタル戦略は、内閣官房IT総合戦略室が所管してきたが、デジタル庁は、その発展的な新組織体と位置づけられる。デジタル化の速やかな推進を目的に、その障害となっている府省間の縦割りを打破すべく、各府省に対する司令塔として、予算を含めた企画立案と統括・監理の強い権限、さらに、勧告等を含めた総合調整の役割を与える。
またデジタル化を進めるに際しては、オンライン化が目的とならないように、本来の行政サービス等の利用者の利便性向上および行政運営の効率化等に立ち返って、業務改革（BPR）に取り組む必要があることとしている。
このような抜本的な業務改革を行うためには、「デジタル人材の確保・育成」が必要不可欠である。
デジタル庁自身が、人材の確保・育成の役割を十分に果たせるよう体制を整備し、優秀なデジタル人材が産学官を行き来できる環境を整備し、外部組織や外部デジタル人材との協力によるデジタル化を実現することとしている。
内閣情報通信政策監は廃止され、デジタル監が設置される。デジタル庁の事務次官に相当するが、他省庁の事務次官と異なり、特別職である。初代デジタル監については、一橋大学名誉教授の石倉洋子が起用された。
また、次官級審議官に該当するデジタル審議官も置かれる。
デジタル庁については国家行政組織法の適用が除外されており、必要な規定はデジタル庁設置法に規定している。
建制順では、組織としてのデジタル庁は府省と同列で、内閣府の次、総務省の前となるが、デジタル大臣は主任の大臣でないため、大臣の並びとしては内閣官房長官の次、となり、同様の立場の復興大臣がその次となり、ついで国家公安委員会委員長の順となる。デジタル副大臣については、副大臣の筆頭となり、（復興副大臣、「内閣府副大臣の前。内閣官房副長官を副大臣相当と扱う場合はデジタル副大臣がその次）となる。デジタル大臣政務官も同様に政務官の筆頭である。
内閣総理大臣は、デジタル庁の命令（他府省の府令・省令に相当するもの）として「デジタル庁令」を発することができる。

## 役割
「デジタル庁設置法」第４条の所掌事務にて「デジタル社会の形成のための施策に関する基本的な方針に関する企画及び立案並びに総合調整」が掲げられている。
デジタル庁は、3つの注力領域にあたる「1 生活者、事業者、職員にやさしい公共サービスの提供」「2 デジタル基盤の整備による成長戦略の推進」「3 安全安心で強靭なデジタル基盤の実現」に基づきプロジェクトを推進している。

## 提供サービスの特徴
誰でも使いやすいデザインを意識し、利用者視点によるサービス提供やフィードバックを大切にしている。また、行政機関や地方自治体などの共同利用を前提として共通化に踏み込むことで全体最適化の実現を目指す。さらに、制度・業務・システムの三位一体で最適化されたあるべき姿の構想・実現を目指す。
また、地方公共団体情報システム機構を総務省と共管し、マイナンバーカードの発行・運営体制の抜本的強化を行うことも、その業務とされている。

## 組織

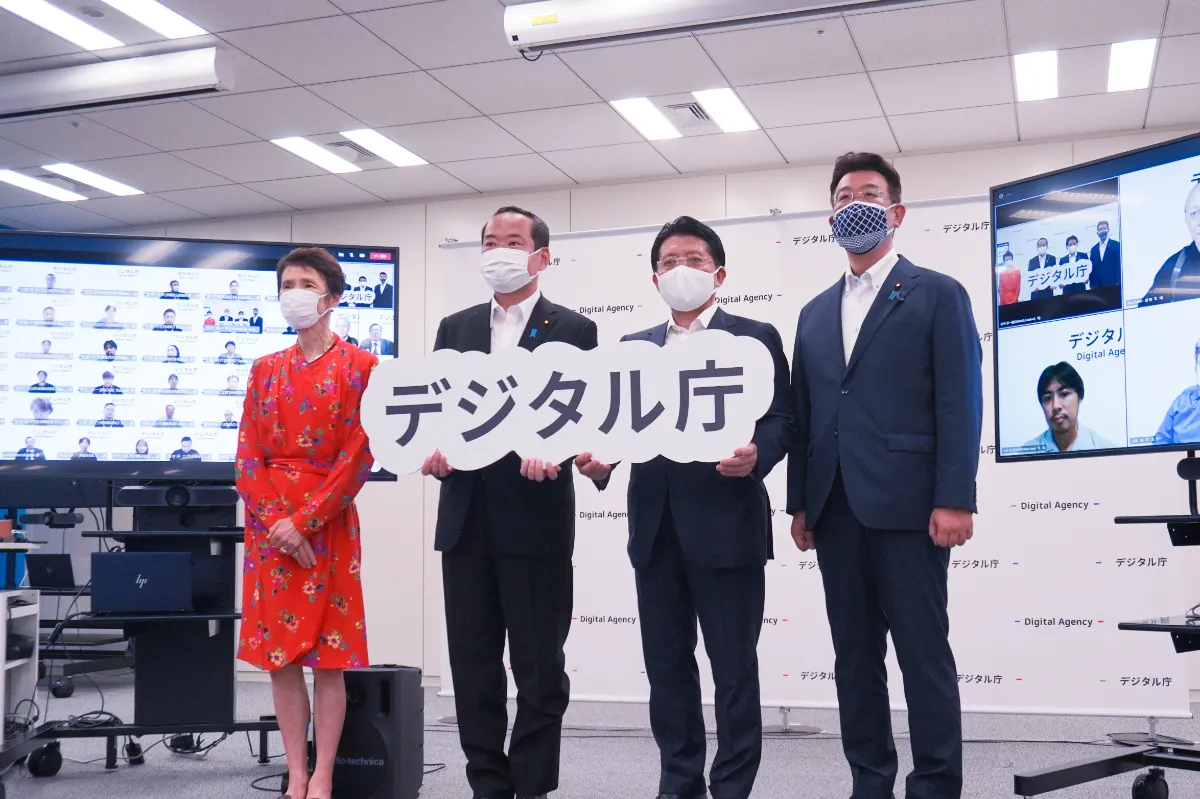
デジタル庁発足式に出席したデジタル大臣平井卓也（右から2人目）、デジタル副大臣藤井比早之（左から2人目）、デジタル大臣政務官岡下昌平（右端）、デジタル監石倉洋子（左端）（2021年9月1日、東京ガーデンテラス紀尾井町にて - いずれもデジタル庁発足時の任官者）

デジタル庁の内部組織は、法律（デジタル庁設置法）、政令（デジタル庁組織令）およびデジタル庁令（デジタル庁組織規則）が階層的に規定している。個々に権限を規定した組織（局、部、課）を設置せず、局長級の統括官、課長級の参事官を設置するなど幹部職員の定数を定めるのみとなっている。
幹部
- 内閣総理大臣（デジタル庁の長、主任の大臣）（法第6条）
- デジタル大臣（英: Minister for Digital Transformation）（法第8条）
- デジタル副大臣（英: State Minister for Digital Transformation）（1名。他に他府省との兼務者も置くことができる）（法第9条）
- デジタル大臣政務官（英: Parliamentary Vice-Minister for Digital Transformation）（1名。他に他府省との兼務者も置くことができる）（法第10条）
- デジタル監（英: Chief Officer of Digital Agency）（1名）デジタル大臣に進言、意見具申を行い、かつ、庁務を整理し、各部局等の事務を監督する内閣任免の特別職。（法第11条）
- デジタル大臣秘書官

内部部局
- デジタル審議官（法第12条）
- 統括官（4人）（政令第1条第1項）
- 審議官（政令第2条）
- 参事官（政令第3条）
- 企画官（規則第1条第3項）

組織
戦略・組織グループ、デジタル社会共通機能グループ、国民向けサービスグループ、省庁業務サービスグループの4グループと、専門人材ユニットから構成される。

### デジタル社会推進会議
沿革のとおりデジタル社会形成基本法が成立したため、これまでの高度情報通信ネットワーク社会形成基本法（IT基本法）は廃止された。これまでのIT基本法に基づいて、全閣僚・有識者等からなる高度情報通信ネットワーク社会推進戦略本部（IT総合戦略本部）が内閣に置かれる。
デジタル庁の発足にあわせて、新たにデジタル社会推進会議（内閣総理大臣が議長を務め、全閣僚などで構成）がデジタル庁に置かれて責任体制を明確にするとともに、デジタル大臣が招集者となって学識経験者からなるデジタル社会構想会議 が開催され、新たな重点計画の策定に向けて調査・審議が行われる。

### 幹部職員
デジタル庁の政務三役を除く幹部職員（統括官以上） は以下の通りである。
- デジタル監 - 浅沼尚
- デジタル審議官 - 冨安泰一郎
- 戦略・組織グループ統括官 - 蓮井智哉
- デジタル社会共通機能グループ統括官 - 楠正憲
- 国民向けサービスグループ統括官 - 三浦明
- 省庁業務サービスグループ統括官 - 荻原直彦

デジタル庁は、グループ制をとっており、カッコ内は官職の発令事項。

## 所管法人
総務省の所管する法人のうち、地方公共団体情報システム機構を共管する。

## 財政
2024年度（令和6年度）一般会計当初予算におけるデジタル庁所管歳出予算は、4964億703万円8千円である。
国会、裁判所、会計検査院、内閣、内閣府、デジタル庁、復興庁、総務省、法務省、外務省、財務省、文部科学省、厚生労働省、農林水産省、経済産業省、国土交通省、環境省および防衛省が所管する東日本大震災復興特別会計を共管する。

## 職員
一般職の在職者数は2023年7月1日現在で、458人（男性378人、女性80人）である。他に非常勤職員が460人（男性330人、女性130人）である、このうち専門職員が388人（男性280人、女性88人）である。
人員は、2023年デジタル庁年次報告では、2023年7月1日現在で1,013名としており、上記の一般職の在職者数と非常勤職員の合計の918人と大きく相違している。43％を民間出身者が占める。
行政機関職員定員令に定められた2024年度のデジタル庁の定員は546人である。この定数には特別職は含まない。
2024年度一般会計予算における予算定員は特別職3人、一般職546人の計549人である。
デジタル庁の一般職職員は一般職の国家公務員なので、労働基本権のうち争議権と団体協約締結権は国家公務員法により認められていない。団結権は保障されており、職員は労働組合として国公法の規定する「職員団体」を結成し、若しくは結成せず、又はこれに加入し、若しくは加入しないことができる（国公法第108条の2第3項）。
2024年3月31日現在、人事院に登録された職員団体は存在しない。

## ブランディング

ロゴタイプ

デジタル庁ではシンボルマークを設定せずロゴタイプのみとしており、ロゴタイプのフォントはオープンソース書体を選択し、数あるなかから、「環境によって表示できない文字をなくす挑戦から生まれた」Noto Sansを採用している。
シンボルカラーは白と黒で「多様性のあるデジタル社会を目指し、横断的に関わりながら共に創る姿勢を体現し、シンプルな色使いとしています」と説明されている。その他に、アクセントカラーとしてRGBから日本の伝統色を取り入れて調整した「Digital Red」「Digital Green」「Digital Blue」を採用している。

## 関連紛争や諸問題

### 批判
- ソーシャルメディア（note）の独自ドメインに関する批判
  - 2021年5月13日、デジタル庁はnoteに公式アカウントを開設し情報発信を開始した[34][35]。開設当初のドメインはnote.digital.go.jp(以下、旧ドメイン)だったが[35]、これについてセキュリティ研究者の高木浩光はサイバーセキュリティ戦略本部の『政府機関等の情報セキュリティ対策のための統一基準』[36] に照らし合わせ、.go.jpドメイン下で運営することが不適切であることを指摘[37]。また、通常のnoteと同様、robots.txtでWayback Machineとウェブ魚拓を排除していることについても、高木は「これが国会図書館のクローラまで排除するようになると違法（国立国会図書館法第25条の3第2項）」と指摘している[38]。
  - 同年8月26日、ドメインをdigital-gov.note.jp(以下、新ドメイン)に変更[39]。その際、新ドメインへのリダイレクト化や旧ドメイン内での移転告知などの措置を執らずに旧ドメインを閉鎖したことやドメイン変更理由の説明がなされなかったため批判の声が相次いだ[40]。
- 伊藤穣一のデジタル監起用検討に関する批判
  - 2021年8月、日本政府は元・MITメディアラボ所長の伊藤穣一を起用する方向で最終調整していると各メディアで報じられた[41][42]。伊藤は過去に警察庁の情報セキュリティビジョン策定委員会委員[43] と総合セキュリティ対策会議委員[44] を歴任した。しかし、性犯罪歴のある実業家ジェフリー・エプスタインからの資金提供を受けていた[注釈 12]伊藤を起用しようとする政府に対する批判が相次いだ[45]。政府は批判を受け、伊藤のデジタル監起用を断念したが[45]、デジタル庁は設立後の9月7日、有識者会議「デジタル社会構想会議」のメンバーの一人に伊藤を起用したことを発表した[46]。
- 平井卓也デジタル改革相の発言に関する批判
  - 2021年4月、2020年東京オリンピック・パラリンピック向けに国が開発したアプリ（オリパラアプリ）の事業費削減をめぐり、平井卓也デジタル改革相が内閣官房IT総合戦略室の会議で同室幹部らに請負先の企業であるNECを「脅しておいた方がよい」「NECには（五輪後も）死んでも発注しない」「今回の五輪でぐちぐち言ったら完全に干す」「どこか象徴的に干すところをつくらないとなめられる」などと、指示していたことがわかった[47]。
- 国産勢の排除
  - 平井卓也デジタル改革相時代に概要が決定され、牧島かれんデジタル相時代の2021年10月26日、日本政府の共通クラウド基盤「ガバメントクラウド」として、Amazon Web Services（AWS）とGoogle Cloud Platform（GCP）を選んだと発表した[48]。第二期政府共通プラットフォームにおいて、公募での技術条件を不必要に高く設定することで、国産勢を排除した形での外資系ビッグ・テック上での運用が批判されている[49][50][51][52][注釈 13]。

### 不祥事

#### NTT社長らによる接待報道
平井卓也がデジタル担当大臣に就任した後、2020年10月2日と12月4日の2回にわたって、五輪アプリを受注しているNTTグループが運営する高級会員制レストラン「KNOX」で、平井がNTTの澤田純社長から接待を受けていた疑いがあることを、2021年6月に週刊文春が報じた。さらに、平井の側近である内閣官房IT総合戦略室の向井治紀室長代理が、新たに2020年10月から3カ月連続で接待を受けていた疑いがあることを、2021年6月に週刊文春が報じた。
2021年09月24日、過剰な接待を受けていたとして赤石浩一デジタル審議官を減給10分の1（1カ月）の懲戒処分にした。赤石は内閣官房イノベーション統括官だった昨年９月から12月に、3回にわたり飲食やタクシー代など計約12万円の接待を受けていた。
平井は2021年9月28日の記者会見で、支払い前に会食に関する週刊文春からの取材が来ていたことを認め、「NTTに確認して（6月）21日に請求を受けて、3人分、計22万円を支払った」「私の費用負担ですね。私と同席していた事務方の分をきっちりと支払っております。これは先方からの請求どおり、割り勘として問題のないようにきっちり払った」などと経緯を説明したが、平井がNTTに確認した上で費用を支払ったのは、週刊文春が赤石と向井の同席について確認を求めた2021年6月21日当日のことだった。

#### 度重なる情報漏洩やシステムの不具合
- 「gBizID（GビズID）」のシステム不具合による、利用者の個人情報の漏洩が発生。事業者が同サービスから自社の従業員の利用者情報を取得する際に、特定の操作をすると他社の利用者情報を取得できてしまうという状況が、2020年3月の稼働開始時から2年後に判明した。[57]
- デジタル庁が運用する電子政府の総合窓口「e-Gov」利用者サポートデスクで、運用を受託している事業者が問い合わせに対する回答メールの送信先を誤り、問い合わせをしてきた人のメールアドレスが流出した。[58]
- デジタル庁担当者が記者にメールを送る際、BCC欄に入力すべきメールアドレス408件をCC欄に記載して送信した。[59]
- 新型コロナウイルスの「ワクチン接種記録システム（VRS）」に登録された個人の接種歴約1億件のうち約500万件は、内容に誤りがあるか、誤っている可能性があることが判明した。これに伴い、予診票などをもとにデータを修正してもVRS上でロックする機能がなく、誤ったデータによって上書きされるといった不具合が発生。SNS上でも、上書きが実際に起きた複数の例が報告されている。
- 被保険者番号が正確に表示されないケースが約3000件、誤入力が約4000件、健康保険組合などが個人番号を登録していないケースが約180万件あったことが判明した。

### 個人情報保護委員会による行政指導
2023年9月20日、個人情報保護委員会はマイナンバーに他人の銀行口座が登録されていた問題を受け、デジタル庁に対し行政指導を行った。